# Wolfgang Helbich
Wolfgang Johannes Helbich (* 24. März 1935 in Berlin-Steglitz – 13. November 2021) war ein deutscher Historiker.
Der 1935 in Berlin-Steglitz geborene Wolfgang Helbich studierte Geschichte, Anglistik und Romanistik, Philosophie und Pädagogik an der FU Berlin sowie an den Universitäten Heidelberg und an der Sorbonne. Er war Professor für nordamerikanische Geschichte an der Ruhr-Universität Bochum.
Helbich war von 1956 bis 1958 als Fulbright-Stipendiat an der Princeton University, wo er mit dem Bachelor in History abschloss. Die Promotion mit einer von Hans Herzfeld betreuten Arbeit (Die Reparationen in der Ära Brüning: Zur Bedeutung des Young-Plans für die deutsche Politik 1930–1932, Berlin 1962) sowie seine Arbeit als Stipendiat der List-Gesellschaft – Assistenz beim Verfassen des zweiten Memoiren-Bandes von Dr. Hans Luther und nach dessen Tod Herausgabe des Manuskripts (Vor dem Abgrund: Reichsbankpräsident in Krisenzeiten, Berlin 1964) – weisen ihn als Kenner der neueren deutschen Geschichte aus.
Helbichs Lehrtätigkeit in Amerikanistik am Anglistischen Seminar der Universität Heidelberg wie im Rahmen des BA-Programms der University of Maryland, European Division, führten die in Princeton begonnene Beschäftigung mit der amerikanischen Geschichte weiter. Als Übersetzer von rund 25 Büchern, als Forschungsstipendiat des American Council of Learned Societies in Princeton und Washington 1964–66, als Professor für Neuere Geschichte mit besonderer Berücksichtigung der Geschichte Nordamerikas (von 1974 bis 2000) in Bochum, als Biograph Franklin D. Roosevelts, aber auch als Mitherausgeber und Autor im bundesdeutschen Teil des fünfbändigen Guide to the Study of United States History Outside the U.S., 1945–1980 (White Plains, New York, 1985) hat er sich mit weiteren Sektoren der amerikanischen Geschichte und Gesellschaft vertraut gemacht. Seit Anfang der 1980er Jahre konzentrierte er sich auf Auswanderungsforschung, insbesondere auf das Sammeln und Analysieren von deutschen Auswandererbriefen.
Helbich war in den 1980er Jahren der Initiator der Bochumer Auswandererbriefsammlung, welche nach der Verschmelzung mit der Nordamerika-Briefsammlung zur Deutschen Auswandererbriefsammlung Gotha die heute größte Sammlung von Briefen deutscher Auswanderer bildet. Diese Sammlung umfasst mittlerweile über 10.000 Briefe aus dem 19. und frühen 20. Jahrhundert, welche als kulturhistorische Quellengruppe für die Öffentlichkeit zugänglich sind.

## Schriften (Auswahl)
- Die Reparationen in der Ära Brüning: Zur Bedeutung des Young-Plans für die deutsche Politik 1930–1932, Berlin 1962.
- (Hrsg.) Hans Luther: Vor dem Abgrund: Reichsbankpräsident in Krisenzeiten, Berlin 1964.
- (Hrsg. mit Walter D. Kamphoefner): Deutsche im Amerikanischen Bürgerkrieg. Briefe von Front und Farm 1861–1865. Schöningh, Paderborn u. a. 2002, ISBN 3-506-73916-6 (In englischer Sprache: Germans in the Civil War. The Letters they wrote Home. Translated by Susan Carter Vogel. University of North Carolina Press, Chapel Hill NC 2006, ISBN 0-8078-3044-5).
- (Hrsg. mit Walter D. Kamphoefner und Ulrike Sommer): Briefe aus Amerika. Deutsche Auswanderer schreiben aus der Neuen Welt, 1830–1930. Beck, München u. a. 1988, ISBN 3-406-33114-9 (In englischer Sprache: News from the Land of Freedom. German Immigrants write Home. Translated by Susan Carter Vogel. Cornell University Press, Ithaca NY u. a. 1991, ISBN 0-8014-2523-9).
- „Alle Menschen sind dort gleich ...“. Die deutsche Amerika-Auswanderung im 19. und 20. Jahrhundert (= Historisches Seminar. 10). Schwann, Düsseldorf 1988, ISBN 3-590-18169-9.
- (Hrsg. mit Ursula Boesing): „Amerika ist ein freies Land ...“. Auswanderer schreiben nach Deutschland (= Sammlung Luchterhand. 541). Luchterhand, Darmstadt u. a. 1985, ISBN 3-472-61541-9.

## Verweise
1. ↑  Die Deutsche Auswandererbriefsammlung Gotha (DABS), Die Entstehung der Sammlung. Internationale Geschichte, Universität Trier, 2011, abgerufen am 10. Dezember 2021.

| Personendaten    | Personendaten              |
| ---------------- | -------------------------- |
| NAME             | Helbich, Wolfgang          |
| ALTERNATIVNAMEN  | Helbich, Wolfgang Johannes |
| KURZBESCHREIBUNG | deutscher Historiker       |
| GEBURTSDATUM     | 24. März 1935              |
| GEBURTSORT       | Berlin-Steglitz            |